# Мерето ди Томба
Мерето ди Томба (итал. Mereto di Tomba) је насеље у Италији у округу Удине, региону Фурланија-Јулијска крајина.
Према процени из 2011. у насељу је живело 642 становника. Насеље се налази на надморској висини од 96 м.

## Становништво
Према резултатима пописа становништва 2011. у општини је живело 2.709 становника.
| 1936. | 1951. | 1961. | 1971. | 1981. | 1991. | 2001. | 2011. |
| ----- | ----- | ----- | ----- | ----- | ----- | ----- | ----- |
| 3.410 | 3.585 | 3.371 | 3.184 | 3.048 | 2.862 | 2.697 | 2.709 |

## Партнерски градови
- Oppeano